# Croydon Athletic F.C.
Croydon Athletic F.C. var en engelsk fodboldklub. Den var hjemhørende i Thornton Heath, Croydon, London, England. 
Klubben spillede dele af sin sidste sæson, 2011, i Isthmian League Division One South, som er det 8. trin i det engelske ligasytem. 
Croydon Athletic F.C. var i perioden 1. december 2010 til marts 2011 ejet af det danske selskab 'Fodboldselskabet  A/S', der blev etableret i marts 2010 med det formål at erhverve en engelsk fodboldklub. Fodboldsselskabets ejerskab til klubben endte dog brat, da Forboldselskabet gik konkurs..